# Sierra de Algairén
La sierra de Algairén es una serranía española situada en las comarcas de Campo de Cariñena y Valdejalón (Zaragoza, Aragón).
Constituye una pequeña unidad bien individualizada del sistema Ibérico, extendiéndose desde Alpartir hasta Mainar, lindando con la depresión del Ebro. Se orienta de noroeste a sureste, de forma paralela al valle del Ebro. Su extremo noroccidental se halla fragmentado en dos ramales por el barranco de Alpartir, alojado en una línea de falla que se extingue hacia el sur. Está formada por pizarras y cuarcitas del cámbrico levantadas durante el plegamiento alpino entre dos grandes fisuras, que descienden desde la sierra al valle del río Grío y al campo de Cariñena.
En la parte sur se asienta la localidad de Tobed, desde donde se puede realizar una cómoda ascensión hasta el punto más alto de la sierra, el pico de Valdemadera, de 1276 m de altitud.
La sierra de Algairén está catalogada como LIC, dentro de la declaración de la Red Natura 2000. La flora de la sierra se halla compuesta por romeros, jaras, enebros, carrascas e incluso alcornoques —especie rara en Aragón—, así como por pinares de repoblación de pinus nigra, pinus pinaster y pinus halepensis.